# Parnassius kiritshenkoi
Parnassius kiritshenkoi là một loài bướm ngày sinh sống ở vùng núi cao được tìm thấy ở miền nam Pamir Mountains. Loài này thuộc chi Parnassius, họ Papilionidae.